# Oom Samie se winkel

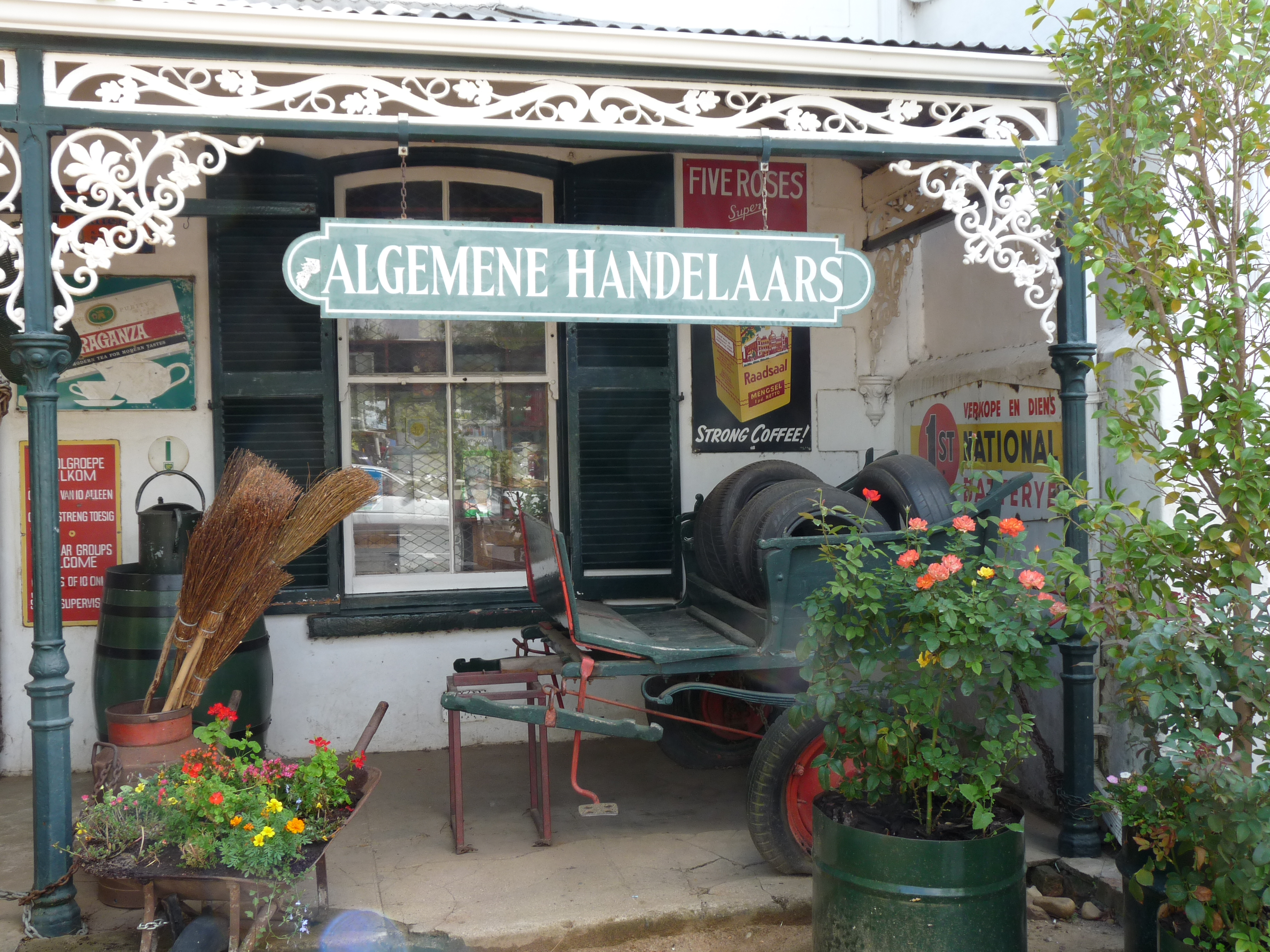
Buitenzijde

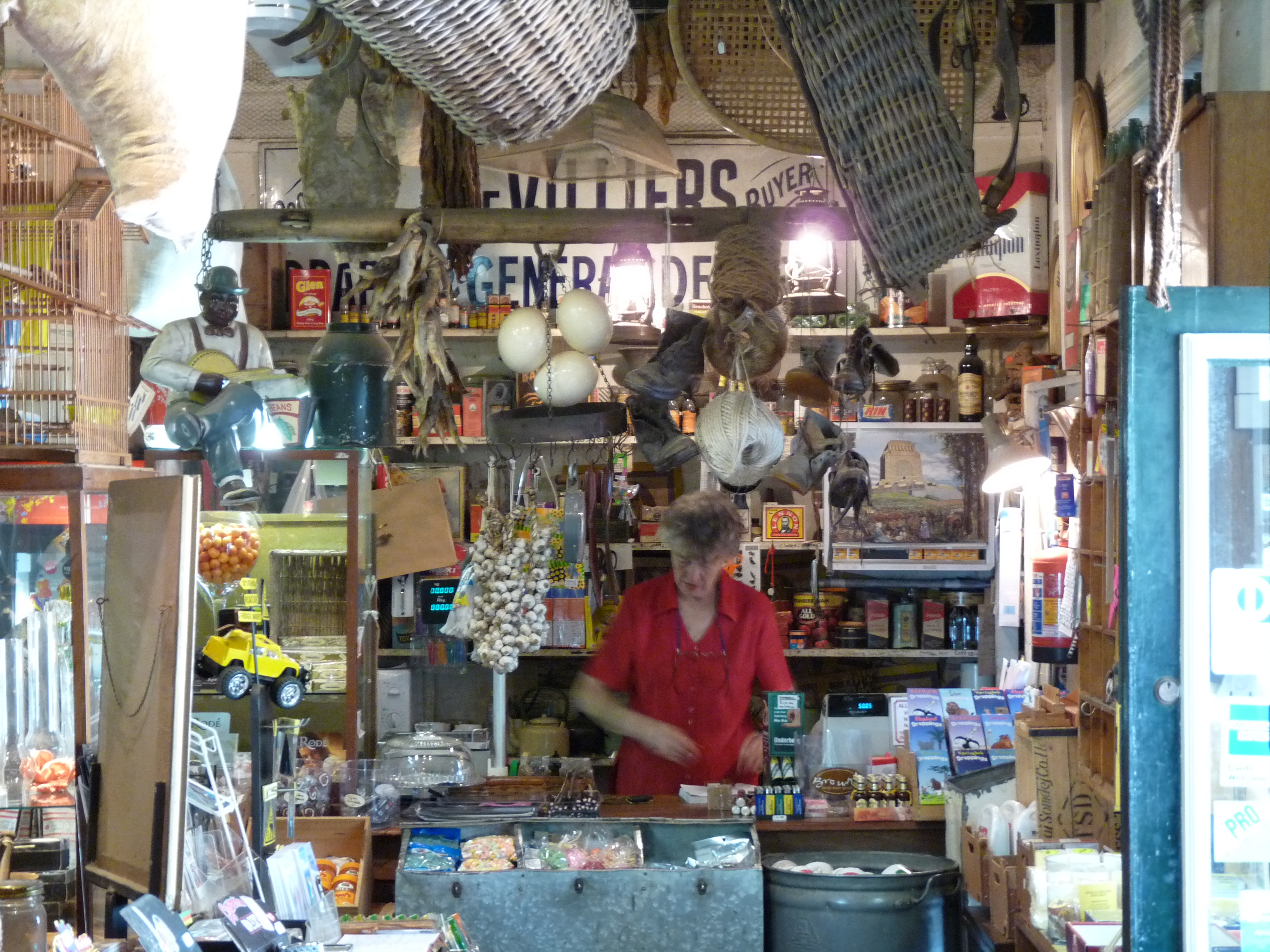
Binnenzijde

Oom Samie se winkel is een toeristische attractie in de Zuid-Afrikaanse stad Stellenbosch. De winkel, gelegen aan de monumentale Dorpsstraat, is onveranderd sinds de oprichting in 1904. Het is eigenlijk een combinatie van winkel en museum. Het winkeltje kende vroeger veel ruilhandel.